# Achéménide (mythologie)
Pour les articles homonymes, voir Achéménide (homonymie).

A ne pas confondre avec son homonyme Achéménide, nom donné au premier empire perse, de 550 à 330 avant l'ère chrétienne, Achéménide (en latin Achaemenides) est un personnage de la mythologie romaine.
Il apparaît pour la première fois chez Virgile, : après avoir accosté au pied de l'Etna en Sicile, Énée voit arriver à lui un homme très affaibli qui lui raconte son histoire. Il s'appelle Achéménide, fils d'Adamatus, et est originaire d'Ithaque. Il accompagnait Ulysse lors de son retour de Troie, mais fut oublié par le héros lors du départ précipité de la terre des Cyclopes. Il se cacha ensuite et survécut en vivant de glands, d'herbes et de racines. Énée le prendra à son bord.
Dans ses Métamorphoses, Ovide le fait rencontrer un ancien compagnon grec, à qui il jure sa foi envers le Troyen  qui l'a sauvé, alors qu'Ulysse et ses propres compatriotes l'avaient abandonné :

« Je consens à revoir le Cyclope farouche,
À voir le sang humain distiller de sa bouche,
Si jamais, répond-il, je préfère aux Troyens
Ulysse et son palais, ma patrie et les miens.
Oui, je chéris leur chef comme on chérit un père.
Pour n'être point ingrat, je n'en puis assez faire.
Eh! puis-je l'oublier? c'est à lui que je dois
Cet air que je respire et ce jour que je vois. »

— Traduction de A.-F. F. de Saint-Ange